# Patrick Fiori
Patrick Fiori, pseudonimo di Patrick Jean-François Chouchayan (Marsiglia, 23 settembre 1969), è un cantante francese di origini armene e corse.

## Biografia
Inizia la carriera a soli dodici anni partecipando nel musical La légende des santonniers. Incise il primo singolo a sedici, Stéphanie. Ha partecipato all'Eurovision Song Contest 1993 con Mama Corsica, con il quale si classificò quarto. A breve, dopo aver inciso delle versioni in altre lingue della canzone dell'Eurofestival, incise il primo album Puisque c'est l'heure. Divenne famosissimo interpretando Phoebus nella versione originale dell'opera popolare di Riccardo Cocciante Notre Dame de Paris.
Nel 1998 è la voce cantata del capitano Li Shang nella versione francese di Mulan.
Nell'estate del 2007 fu di nuovo in vetta alle classifiche francesi e dei paesi francofoni con 4 mots sur un piano.
Nel 2010 torna a collaborare con il cantante italiano Zucchero Fornaciari. In particolare duetta con il bluesman reggiano in L'écho des dimanches, versione francese de Il suono della domenica, contenuta nell'album Chocabeck. Il testo francese della canzone è firmato dallo stesso Zucchero e dal celebre Jean-Jacques Goldman.
Nel 2015 canta la canzone Corsica assieme a Patrick Bruel nell'album in lingua corsa Corsu Mezu Mezu.

## Discografia

### Album
- 1994: Puisque c'est l'heure
- 1995: Le cœur à l'envers
- 1998: Prends-moi
- 2000: Chrysalide
- 2002: Patrick Fiori (gris)
- 2005: Si on chantait plus fort
- 2007: 4 mots (best of)
- 2008: Les choses de la vie
- 2010: Instinct masculin
- 2011: L'instinct masculin Live
- 2014: Choisir
- 2017: Promesse